# Kaposvári VK
A Kaposvári VK magyar vízilabdaklub, melynek székhelye Kaposváron található. A 2011–2012-es bajnoki szezonban fennállása során először szerepelt a magyar élvonalban. A 2013-2014-es szezonban a harmadik helyen végzett az együttes a Magyar Kupában.
A klub a hazai mérkőzéseit korábban a kaposvári Virágfürdő területén található, sátras lefedésű 50 méteres sportuszodában játszotta. A 2019/2020-as szezontól az új Csik Ferenc Versenyuszodában.

## Keret
Aleksa Petrovski (SRB)
Aranyi Attila
Balogh Mátyás
Csoma Kristóf
Horváth Ákos
ifj. Berta József
Juhász-Szelei Norbert
Kacper Langiewicz (USA)
Kaksteder Bendegúz
Klinger Bálint
Malcolm-Teleky Tiván
Palatinus Erik
Pellei Frank
Szatmári Kristóf
Szilágyi Ábel
Takács János
Valentine William
Vindisch Ferenc
Vörös Tamás
| Szakmai stáb  | Szakmai stáb      |
| ------------- | ----------------- |
| Vezetőedző    | Surányi László    |
| Másodedző     | Berta József      |
| Masszőr       | Laki Péter        |
| Erönléti edző | Baranyai Barnabás |